# La Chaussée-Tirancourt
La Chaussée-Tirancourt è un comune francese di 670 abitanti situato nel dipartimento della Somme nella regione dell'Alta Francia.

## Società

### Evoluzione demografica
Abitanti censiti